# Grand Prix Chantal Biya
Der Grand Prix Chantal Biya ist ein kamerunisches Straßenradrennen.
Das Rennen wurde 2001 zum ersten Mal ausgetragen und findet seitdem jährlich im Oktober statt. Start und Ziel ist die kamerunische Hauptstadt Yaoundé, die Tour ging zuletzt über drei Etappen. Es wird organisiert von der Fédération Camerounaise de Cyclisme, dem kamerunischen Radsportverband. Das Rennen ist benannt nach Chantal Biya, der First Lady Kameruns und Ehefrau von Präsident Paul Biya. Seit 2006 zählt das Etappenrennen zur UCI Africa Tour und ist in die Kategorie 2.2 eingestuft.

## Sieger
- 2003  Luo Jianshi
- 2004–2005 nicht ausgetragen
- 2006  Flaubert Douanla
- 2007  Peter van Agtmaal
- 2008  Thomas Rostollan
- 2009  Peter van Agtmaal
- 2010  Martinien Tega
- 2011  Yves Ngue Ngock
- 2012  Alexandre Mercier
- 2013  Yves Ngue Ngock
- 2014  Mekseb Debesay
- 2015  Mouhssine Lahsaïn
- 2016  Martial Roman
- 2017  Clovis Kamzong
- 2018  Juraj Bellan
- 2019  Azzedine Lagab
- 2020  Moïse Mugisha
- 2021  Lukáš Kubiš
- 2022  Axel Taillandier
- 2023  Yacine Hamza